# Dark Star (албум)
Мрачна звезда (Dark Star) је други албум немачког састава Дајне лакајен објављен 1991. године. Касније се појавио на компакт-диску са две додатне ствари.

## Додатне ствари на диску
- (проширена верзија)